# Comuna Ogrezeni, Giurgiu
Ogrezeni este o comună în județul Giurgiu, Muntenia, România, formată din satele Hobaia și Ogrezeni (reședința).

## Așezare
Comuna se află în nord-estul județului, pe malul drept al Argeșului, aproape de limita cu județul Ilfov. Este străbătută de șoseaua județeană DJ412A, care o leagă spre nord de Bolintin-Vale și spre sud-est de Grădinari, Buturugeni, Mihăilești (unde se intersectează cu DN6) și Adunații Copăceni (unde se termină în DN5). La Ogrezeni, din acest drum se ramifică șoseaua județeană DJ412C, care duce spre sud-vest la Bucșani (unde se intersectează cu DN61) și Mârșa.

## Demografie
Componența etnică a comunei Ogrezeni
     Români (81,97%)
     Alte etnii (18,03%)
Componența confesională a comunei Ogrezeni
     Ortodocși (80,05%)
     Baptiști (1,3%)
     Alte religii (0,5%)
     Necunoscută (18,15%)
Conform recensământului efectuat în 2021, populația comunei Ogrezeni se ridică la 4.375 de locuitori, în scădere față de recensământul anterior din 2011, când fuseseră înregistrați 4.906 locuitori. Majoritatea locuitorilor sunt români (81,97%). Din punct de vedere confesional, majoritatea locuitorilor sunt ortodocși (80,05%), cu o minoritate de baptiști (1,3%), iar pentru 18,15% nu se cunoaște apartenența confesională.

## Istorie
La sfârșitul secolului al XIX-lea, comuna făcea parte din plasa Sabarul a județului Ilfov și era formată doar din satul de reședință, cu 1475 de locuitori ce trăiau în 304 case. Existau în comună o biserică și o școală mixtă cu 12 elevi. La acea vreme, pe teritoriul actual al comunei mai funcționa în aceeași plasă și comuna Balașoieni, cu satele Balașoieni, Bolovani și Hobaia, având în total 1249 de locuitori ce trăiau în 242 de case și 4 bordeie. În comuna aceasta erau o moară cu aburi, două biserici (la Balașoieni și Hobaia) și o școală mixtă, iar principalii proprietari de pământ erau statul, V. Steriu, N. Delide, G. Mântulescu și Dem. Tănăsescu.
Anuarul Socec din 1925 consemnează desființarea comunei Balașoieni și împărțirea ei între comunele Ogrezeni și Grădinari. Astfel, comuna Ogrezeni-Balașoieni avea 3920 de locuitori în satele Ogrezeni și Bălășoeni și era inclusă în plasa Bolintin a aceluiași județ, în timp ce satul Hobaia și cătunul Bolovani fuseseră arondate comunei Grădinari. În 1931, comuna Bălășoeni a fost reînființată, având în compunere satele Bălășoeni și Hobaia, dar numai pentru scurt timp, după care a fost din nou absorbită de comuna Ogrezeni.
În 1950, comuna a fost transferată raionului Răcari și apoi (după 1952) raionului Videle din regiunea București. În 1968, a revenit la județul Ilfov, reînființat, tot atunci desființându-se satul Bălășoeni, comasat cu Ogrezeni. În 1981, o reorganizare administrativă regională a dus la transferarea comunei la județul Giurgiu.

## Monumente istorice

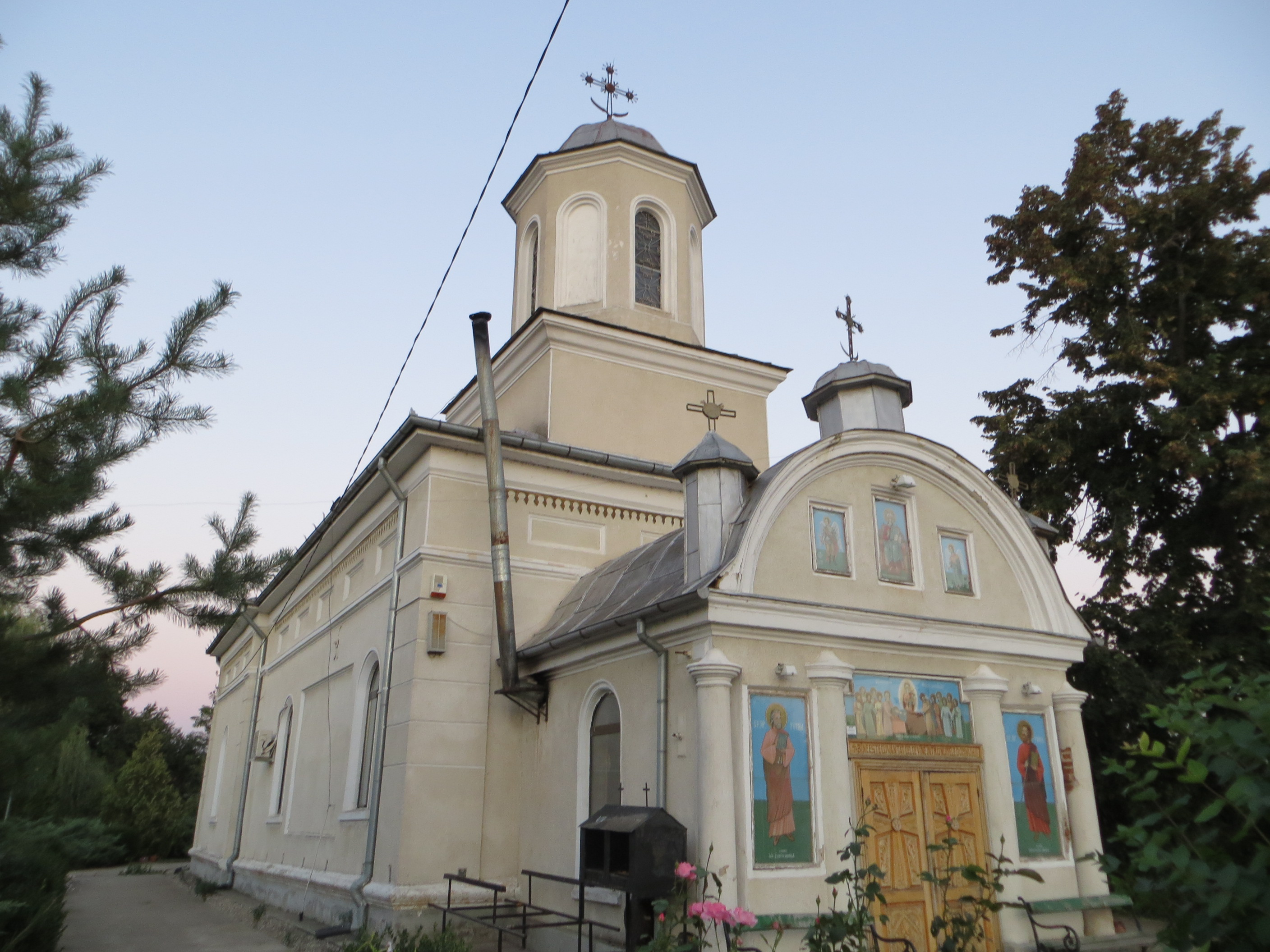
Biserica „Adormirea Maicii Domnului” și „Sfântul Mucenic Emilian de la Durostorum” din Ogrezeni, monument istoric

Două obiective din comuna Ogrezeni sunt incluse în lista monumentelor istorice din județul Giurgiu ca monumente de interes local, ambele fiind clasificate ca monumente de arhitectură — biserica „Adormirea Maicii Domnului” și „Sfântul Mucenic Emilian de la Durostorum” (1858, reconstruită în 1969–1972) din nordul satului Ogrezeni; și biserica „Sfântul Gheorghe” (1830) din sud-vestul satului Hobaia.

## Administrație
Comuna Ogrezeni este administrată de un primar și un consiliu local compus din 13 consilieri. Primarul, Jan-Cătălin Preda[*], de la Partidul Național Liberal, este în funcție din octombrie 2020. Începând cu alegerile locale din 2024, consiliul local are următoarea componență pe partide politice:
|  | Partid                          | Consilieri | Componența Consiliului | Componența Consiliului | Componența Consiliului | Componența Consiliului | Componența Consiliului | Componența Consiliului |
|  | ------------------------------- | ---------- | ---------------------- | ---------------------- | ---------------------- | ---------------------- | ---------------------- | ---------------------- |
|  | Partidul Național Liberal       | 6          |                        |                        |                        |                        |                        |                        |
|  | Partidul Social Democrat        | 5          |                        |                        |                        |                        |                        |                        |
|  | Uniunea Salvați România         | 1          |                        |                        |                        |                        |                        |                        |
|  | Alianța pentru Unirea Românilor | 1          |                        |                        |                        |                        |                        |                        |

Din 1990 până în 1994 primar al comunei a fost Drăgușin Gheorghe inginer de profesie, din 1994 până în 1996 Radu Dorian, din 1996 până în 2004 Andrei Marian întreprinzător particular, din 2004 Jipa Jean de asemenea întreprinzător particular. Secretari ai comunei: din 1990 până în 1997 Ilie Ion; din 1997 până în 2007 Radu Dorian.

## Învățământ
Comuna are 4 școli cu aproape 900 elevi și preșcolari, trei cabinete medicale individuale, un dispensar veterinar, 38 de agenți economici cu capital privat ca și mici întreprinzători. A fost elaborat Planul Urbanistic General, sunt în derulare procedurile privind înființarea de rețea de gaze naturale, rețea de canalizare cu stație de epurare și rețea de apă potabilă.

## Personalități născute aici
- Marin Dună (n. 1967), fotbalist, antrenor.